# Limburgkrøniken
Limburgkrøniken eller Festi Limpurgenses er navnet på en tysk krønike, der sandsynligvis blev skrevet af Tileman Elhen von Wolfhagen efter 1402. Det er kilde til en stor del af Rheinlands historie mellem 1336 og 1398, men er muligvis mere værdifuld som kilde til tyske sæder og skikke i perioden, samt gamle tyske folkesange og historier, som den også indeholder. Den har også en vis filologisk interesse.
Krøniken blev udgivet første gang i 1617 af J. F. Faust, og blev redigeret af arkivaren Arthur Wyss til Monumenta Germaniae historica. Deutsche Chroniken, Band iv. (Hanover, 1883).